# 比島駅
比島駅（ひしまえき）は、福井県勝山市遅羽町（おそわちょう）比島にある、えちぜん鉄道勝山永平寺線の駅である。駅番号はE22。

## 歴史
- 1931年（昭和6年）5月1日：京都電燈越前電気鉄道の駅として開業[1][2]。
- 1942年（昭和17年）3月2日：京福電気鉄道（京福）設立に伴い[4]、同社の越前線（後の越前本線）の駅となる[5]。
- 1956年（昭和31年）6月7日：駅員無配置駅（無人駅）へ移行[6]。
- 2001年（平成13年）6月24日：事故（京福電気鉄道越前本線列車衝突事故）による全線運行休止により休業[7][8]。
- 2003年（平成15年）
  - 2月1日：京福がえちぜん鉄道に駅施設を譲渡[8]。
  - 10月19日：永平寺口駅 - 勝山駅間の運行再開に伴い、駅業務を再開[8]。

## 駅構造

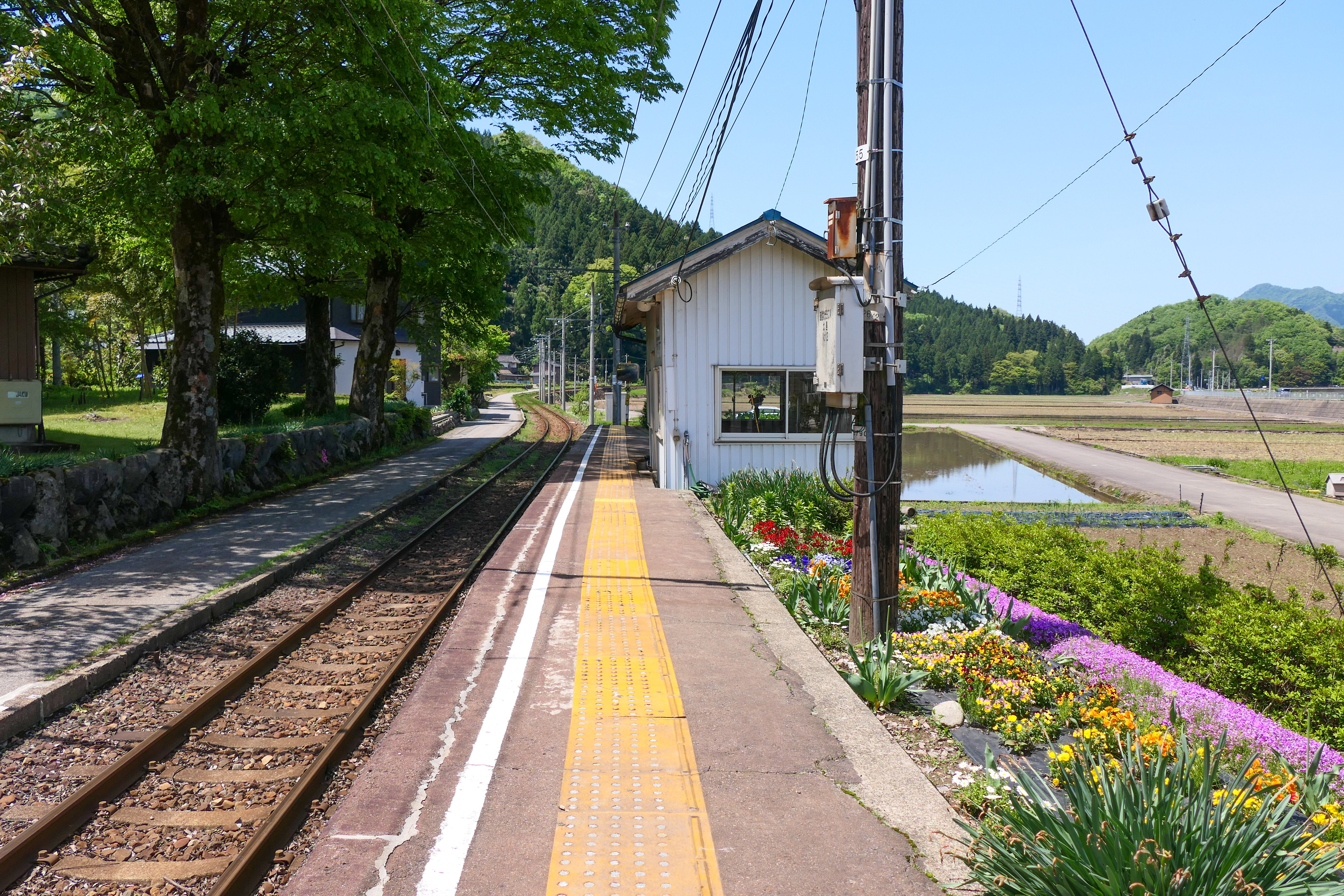
ホーム（2022年4月）

単式ホーム1面1線の地上駅で無人駅である。ホームには待合所があるがトイレは設置されていない。

## 利用状況
「勝山市統計書」によると、1日平均の乗車人員は以下のとおりである。乗車人員が少ないため、日中はおよそ半分程度の列車が通過する。このため、日中は概ね60分間隔の停車となる。
| 乗車人員推移 | 乗車人員推移 |
| 年度         | 1日平均人数  |
| ------------ | ------------ |
| 2003年       | 1            |
| 2004年       | 1            |
| 2005年       | 1            |
| 2006年       | 1            |
| 2007年       | 1            |
| 2008年       | 1            |
| 2009年       | 2            |
| 2010年       | 2            |
| 2011年       | 1            |
| 2012年       | 0            |
| 2013年       | 0            |
| 2014年       | 0            |
| 2015年       | 0            |
| 2016年       | 0            |
| 2017年       | 1            |
| 2018年       | 0            |
| 2019年       | 1            |
| 2020年       | 0            |
| 2021年       | 1            |
| 2022年       | 2            |

## 駅周辺
九頭竜川に並走しているが、駅周辺は民家が少ない。
- 勝山市乗合タクシー「遅羽線」比島バス停留所
- 浄土真宗比島道場[10]
- 比島観音

## 隣の駅
えちぜん鉄道
■勝山永平寺線
□快速（上りのみ）
通過
■普通（一部列車通過）
発坂駅 (E21) - 比島駅 (E22) - 勝山駅 (E23)